# Bertil Åkerlind
Bertil Lennart Åkerlind, född 21 juni 1909 i Göteborg, död där 2 januari 1990, var en svensk målare, grafiker och tecknare
Han var son till Alfred Julius Åkerlind och Elemina Olausdotter och från 1954 gift med Ruth Ohlsson. Åkerlind genomgick ett flertal teckningskurser i början av 1940-talet och bedrev självstudier under resor till Tyskland, Nederländerna, Frankrike och Italien. Han var därefter verksam som illustratör och dekoratör. Vid sidan av sitt arbete utförde han oljemålningar med landskap, figurer gärna med exotiska motiv. Bertil Åkerlind är gravsatt i minneslunden på Kvibergs kyrkogård i Göteborg.